# Samuel Elbert
Samuel Elbert (Savannah, 1740 – Contea di Chatham, 1º novembre 1788) è stato un politico e generale statunitense.
Fu il 18º governatore della Georgia, e gli sono dedicati la contea di Elbert e la sua capitale Elberton.

## Biografia

### Origini
Nacque nel 1740 a Savannah da William Elbert, un reverendo battista, e sua moglie Sarah. Cominciò a praticare molto giovane il commercio, ed entro il 1770 era già divenuto un commerciante di successo con vaste proprietà terriere e numerosi schiavi. Sposato con Elizabeth Rae, ebbe da lei sei figli.
Era un massone, e nel corso della sua vita divenne uno dei membri di spicco della massoneria georgiana assumendo la carica di Gran Maestro statale tra il 1776 e il 1786. Durante gli anni si convertì all'anglicanesimo, ma ciò non gli impedì di sposare gli ideali rivoluzionari allo scoppio della guerra d'indipendenza americana.

### Carriera militare
Arruolatosi nella milizia georgiana col grado di capitano dei granatieri, nel 1772 si recò in Inghilterra per seguire dei corsi di addestramento; rientrato nelle Tredici Colonie, per alcuni anni svolse il ruolo di addestratore delle truppe della milizia.
Fu fedele alla causa indipendentista fin dai primi giorni della rivoluzione americana, e nell'agosto 1775 occupò Augusta sottraendola al controllo lealista. L'anno successivo divenne comandante in capo della milizia della Georgia, per poi essere inquadrato come colonnello nel neonato esercito continentale. Durante i primi anni della guerra si occupò di difendere la Georgia dalle aggressioni esterne, e condusse inoltre varie spedizioni verso la Florida britannica, tutte però risoltesi in fallimenti a causa delle incomprensioni tra i vertici militari e politici dello Stato.
Durante la presa di Savannah del dicembre 1778 non riuscì a difendere le sue posizioni dagli attacchi inglesi e fu costretto a ritirarsi, mentre nel marzo 1779, alla sconfitta americana di Briar Creek, Elbert venne ferito e catturato dal nemico, scampando alla morte solo perché riconosciuto da un capitano inglese come un compagno massone. Rimase prigioniero per quasi due anni, fino alla caduta di Charleston, dopodiché venne rilasciato e si unì a George Washington durante la battaglia di Yorktown, l'ultimo e risolutivo scontro della guerra.
Tornato in Georgia, tra il 1782 e il 1783 venne nominato maggior generale dell'esercito continentale e brigadier generale della milizia statale.

### Carriera politica e morte

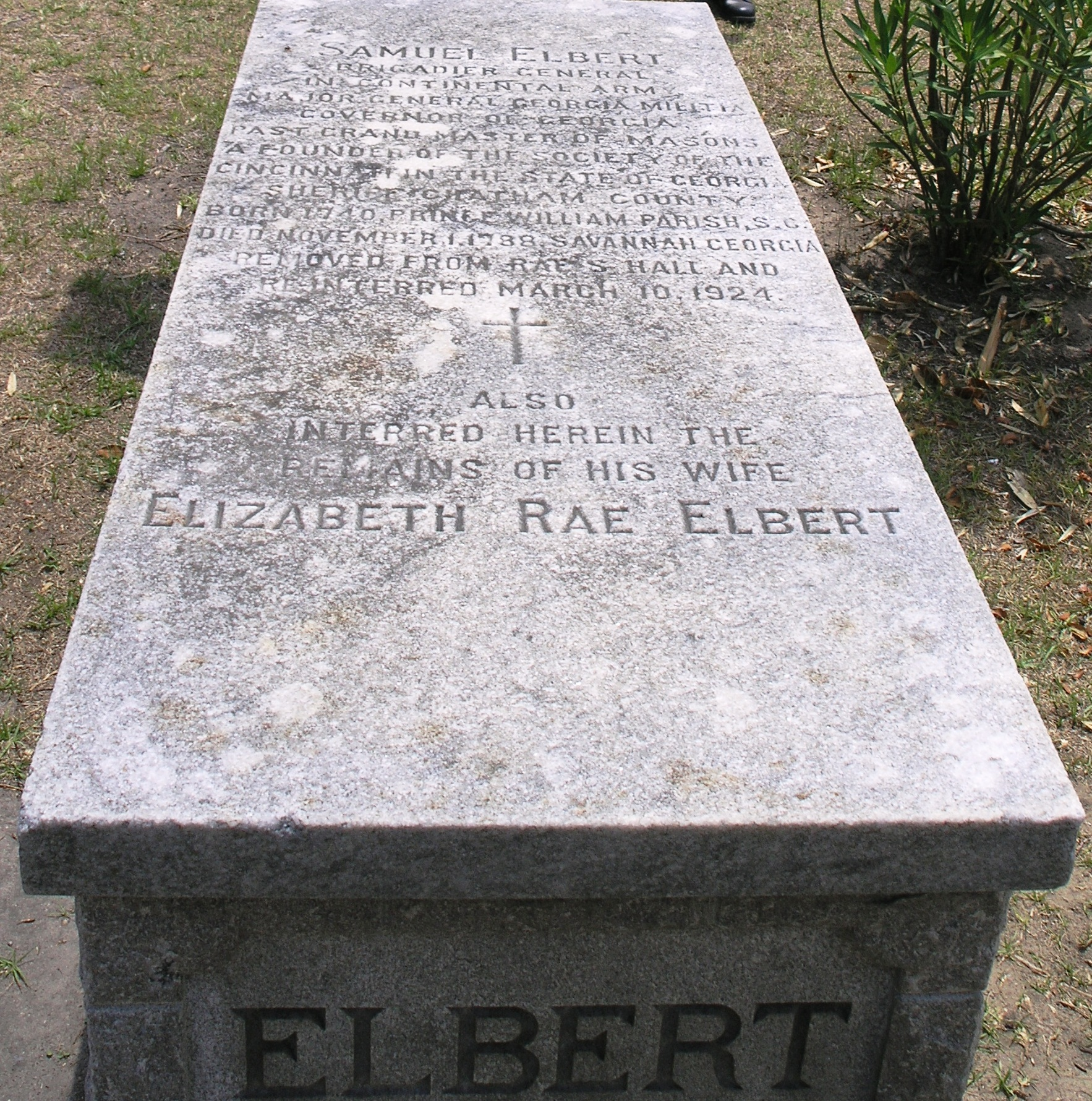
La moderna tomba di Samuel Elbert ed Elizabeth Rae a Savannah.

Nel 1784 venne eletto al congresso continentale, ma rifiutò la nomina. L'anno successivo venne quindi eletto governatore della Georgia per un anno, carica che invece accettò. Durante il suo mandato si occupò di ricostruire lo Stato, devastato dalla guerra, e autorizzò e supervisionò la fondazione dell'Università della Georgia.
Dopo la fine del suo mandato venne nominato sceriffo della contea di Chatham, dove rimase fino al novembre 1788, quando morì improvvisamente. Lui e la moglie vennero sepolti nella piantagione di lei, e i loro resti vennero riscoperti solo all'inizio del XX secolo. Nel 1924 le spoglie degli Elbert vennero infine trasferite nel Cimitero Coloniale di Savannah, dove si trovano ancora oggi.